# Villa Saporiti
Villa Saporiti es una residencia histórica de Anzasco en la comuna de Piverone, en Piamonte.

## Historia
El palacete fue construido en 1920 por encargo de Giuseppe Saporiti, un rico empresario de la construcción originario de Varese, en Lombardía, activo en Francia e Italia en la primera mitad del siglo XX.

## Descripción
La finca se encuentra en posición panorámica con vistas al Lago de Viverone. Presenta un estilo ecléctico con influencias modernistas y manieristas. Unas estatuas de dragones alados ornan su torreta angular, que termina con una logia.